# Agarn

Agarn bei Turtmann (1955)

Agarn (in Walliserdeutsch: Agaru [ˈag̊ˌaːɾŭ]) ist eine Munizipalgemeinde und eine Burgergemeinde mit einem Burgerrat im Bezirk Leuk sowie eine Pfarrgemeinde des Dekanats Leuk im deutschsprachigen Teil des Schweizer Kantons Wallis.

## Geschichte

Historisches Luftbild von Werner Friedli von 1955

Die erste Erwähnung des Orts aus dem Jahre 1229 bezeuget apud aer quinque casamenta ‹bei Agarn fünf Gebäude›. Der Ortsname, der 1252 und 1272 als Aert, 1267 als Ayert und 1391 als Ageren erscheint, dürfte auf keltisch *akarno ‹(Berg-)Ahorn› zurückgehen.
Agarn brannte 1799 und im März 1899 fast gänzlich ab.

## Geografie
Agarn liegt auf einer Höhe von 620 m ü. M. zwischen den Ortschaften Susten und Turtmann.
Das Dorf hat aufgrund der südlichen Lage im Rhonetal keine Sonne in den Wintermonaten, konkret vom 12. November – 29. Januar.
Der Berg Bella Tola ist mit 3025 m ü. M. der höchste Punkt der Gemeinde.

## Bevölkerung
| Bevölkerungsentwicklung | Bevölkerungsentwicklung | Bevölkerungsentwicklung | Bevölkerungsentwicklung | Bevölkerungsentwicklung | Bevölkerungsentwicklung | Bevölkerungsentwicklung | Bevölkerungsentwicklung | Bevölkerungsentwicklung | Bevölkerungsentwicklung | Bevölkerungsentwicklung |
| ----------------------- | ----------------------- | ----------------------- | ----------------------- | ----------------------- | ----------------------- | ----------------------- | ----------------------- | ----------------------- | ----------------------- | ----------------------- |
| Jahr                    | 1703                    | 1850                    | 1900                    | 1950                    | 2000                    | 2010                    | 2012                    | 2014                    | 2016                    | 2022                    |
| Einwohner               | ca. 100                 | 186                     | 279                     | 479                     | 758                     | 789                     | 802                     | 782                     | 764                     | 709                     |

Zwischen 2010 und 2019 sind die Einwohnerzahlen um 8,4 % zurückgegangen. 2019 existierten 304 Privathaushalte, durchschnittlich leben 2.3 Personen in einem Haushalt.
Agarn erhielt 2024 das Label «Gesunde Gemeinde». Im Zentrum dieser Auszeichnung steht die Gesundheitsförderung und Prävention der Bevölkerung.

## Persönlichkeiten
- Alois Grichting (* 1933), Ingenieur, Volkswirtschafter, Lehrer, Journalist und Publizist
- Herbert Dirren (1941–2025), Grossrat (1973–1985), Grossratspräsident (1980–1981), Nationalrat (1977–1987)